# Качим уральский
Качим уральский (лат. Gypsophila uralensis) — вид растений рода Качим семейства Гвоздичные (Caryophyllaceae).

## Ареал
Распространён во многих районах европейской части России, в некоторых регионах находится под охраной.

## Местообитание
Является петрофитом, произрастает на горных породах, по берегам рек, на выходах красных песчаников пермского периода.

## Ботаническое описание
Подушковидный стержневой травянистый многолетник. Цветёт белыми с розоватым оттенком цветками, околоцветник акитиноморфный. Размножается семенами.
Плод — коробочка.

## Подвиды
Редкий подвид Качим пинежский (Gypsophila uralensis Less. subsp. pinegensis (Perfil.) R.Kam.) занесён в Красную книгу России. Данный подвид качима уральского является узколокальным эндемиком бассейна реки Пинеги, протекающей в Архангельской области.
Находится под угрозой исчезновения в связи с рекреационным воздействием.